# Catasterizare

Constelația Părul Berenicei cu trasarea ei.

Cuvântul catasterizare, care cuprinde rădăcina greacă aster („stea”), desemnează transformarea unei ființe într-o stea sau într-o constelație sau transferul sufletului său în cer. Acest termen privește îndeosebi Mitologia greacă și noțiunea de viață de apoi.

## Polisemia cuvântului

### Sensul clasic
Metamorfoză a unui obiect, a unei persoane sau a unei ființe mitologice într-o constelație, într-o stea, sau mai general într-un corp ceresc, «stelificare», sau faptul de a fi plasat în stele, transportul sufletului în cer. 
Asclepios, zeul grec al medicinii, preluat sub numele de Esculap / Aesculapius de către romani, și transformat în constelația Ofiucus / Serpentarius sau Omul cu Șarpele, sau transportat acolo. Zeii le-au plasat pe cele șapte surori Pleiade, fiicele lui Atlas cu Pleione, în roiul deschis Pleiadele, din constelația Taurul.  
Eratostene își începe astfel cartea despre acest subiect, Astronomie sau Catasterisme:
„Ursa Mare. Hesiod spune că era fiica lui Lycaon și că locuia în Arcadia, dar că pasiunea ei pentru vânătoare a determinat-o să o urmeze pe Diana în munți, și a fost sedusă de Zeus / Jupiter; nu i-a spus nimic despre aceasta zeiței, dar sarcina ei înaintând, și gata să nască, a fost descoperită în baie de zeița care, furioasă, a prefăcut-o într-o ursoaică; astfel schimbată, ea a născut un fiu care se numea Arcas. Ea a fost întâlnită cu acest copil în munți, de către păstorii care au condus-o la Lycaon. La scurt timp după aceea, ea s-a refugiat în templul lui Jupiter, unde nu era permisă intrarea. Fiul ei Arcas și arcadienii au urmărit-o acolo pentru a o pedepsi pentru că a încălcat legea; dar Jupiter, amintindu-și dragostea, a așezat-o pe cer: această constelație are șapte stele slab strălucitoare, două la cap, două la fiecare ureche, una strălucitoare la umăr, două la piept, una frumoasă la șira spinării, două la picioarele din față, două la picioarele din spate, două la deget, trei la coadă, douăzeci și patru în total.”
Eratostene însuși crease catasterismul Părul Berenicei obținându-se o întreagă constelație.
Diverse popoare stabilesc o legătură strânsă între suflet și stea, mai ales în contextul vieții de după moarte. J. G. Frazer distinge două forme ale acestei legături: fie sufletul morților devine o stea (iar o stea căzătoare este un suflet care se va reîncarna), fie oamenii vii își au steaua (iar o stea căzătoare este forma luată de acest suflet care moare). Walter Burkert amintește că Aristofan menționează credința în transformarea unui suflet într-o stea:
„Este adevărat ceea ce se spune despre aer, că devenim stele când murim? Este cu totul și cu totul adevărat.”—Aristofan, Pacea, vers 833
Pitagoricienii cred în nemurirea astrală: Alcmeon din Crotone, un discipol al lui Pitagora, susținea că „sufletul este nemuritor și, ca și Soarele, mișcarea lui este continuă”.

### Sensul savant
Reprezentarea unui obiect sau a unui personaj, pe cer, sub forma unei constelații. Jean Martin a scris un articol savant „Despre semnificația reală a cuvintelor „catasterism” și „catasterizare” (καταστερισμός, καταστερίζειν)”, în 2002. „Acest studiu încearcă să definească definitiv, grație mărturiei diverselor texte, sensul cuvintelor  καταστερíζεiν și καταστερισμός. Verbul nu înseamnă a transforma un obiect sau un personaj într-o constelație, ci a reprezenta acest personaj sau acest obiect pe cer printr-un grup de stele. În mod similar, substantivul καταστερισμός nu desemnează o fabulă în care se povestește transformarea într-o constelație a unui astfel de obiect sau personaj, ci dispunerea stelelor care desenează imaginea acestui obiect sau a acestui personaj pe cer.” Arnaud Zucker (în C. Cusset et H. Frangoulis, Ératosthène : un athlète du savoir, 2008), neconvins, remarcă faptul că, atunci, dispunerea stelelor, catasterismul desemnează două lucruri: pe de o parte figura de fapt desenată de stelele din constelație, pe de altă parte imaginea presupusă reprezentată de această figură.

### Sensul contemporan
A face din cineva o „stea”, o celebritate. De exemplu, un actor de cinema este catasterizat când publicul îl socotește drept un „star”, cu sensul de „o persoană a cărei reputație sau talent strălucește”.

### Texte
- Homère, Iliade, XVIII, 483-489 ; Odyssée, V, 269-277.
- Aristophane, Les nuées (423 av. J.-C.), 832-839, trad., Les Belles Lettres, 2008.
- Aratos, Phénomènes (vers 275 av. J.-C.). Tome I : Introduction, texte, traduction, par Jean Martin. Tome II : Commentaire, Paris, Les Belles Lettres, 1998.
- Ératosthène, Catastérismes (vers 240 av. J.-C. ?), édi. et trad. J. Pamias et A. Zucker, Les Belles Lettres, 2013. . "Il expliquait les figures des constellations et les fables des étoiles".
- Ovide, Les métamorphoses (vers l'an 1), II, 496-530 ; VIII, 169 ; XV, 745-870, trad., Les Belles Lettres, 3 t.

### Studii
- Theony Condos, Star Myths of the Greeks and the Romans: A Sourcebook, Michigan, Phanes Press, 1997, 288 p.
- Jean Martin, "Sur le sens réel des mots catastérisme et catastériser", Palladio Magistro. Mélanges Jean Soubiran, 2002, p. 17-26.
- Peter Green, "Getting to Be a Star: The Politics of Catasterism", in From Ikaria to the Stars, Austin, The University of Texas Press, 2004, p. 234-250.
- Arnaud Zucker, "Les catastérismes", in Christian Jacob, Les lieux du savoir, t. II : Les gestes de l'intelligence, Albin Michel, 2011, p. 603-622.